# Bazus
Bazus település Franciaországban, Haute-Garonne megyében. Lakosainak száma 600 fő (2022. január 1.). Bazus Montjoire, Villariès, Montberon, Lapeyrouse-Fossat, Castelmaurou, Garidech és Paulhac községekkel határos.

## Népesség
A település népességének változása:
| Lakosok száma | 252  | 372  | 437  | 575  | 575  | 564  | 553  | 579  | 592  | 600  |
|               | 1968 | 1982 | 1990 | 2006 | 2013 | 2015 | 2017 | 2019 | 2020 | 2022 |

## Műemlékek

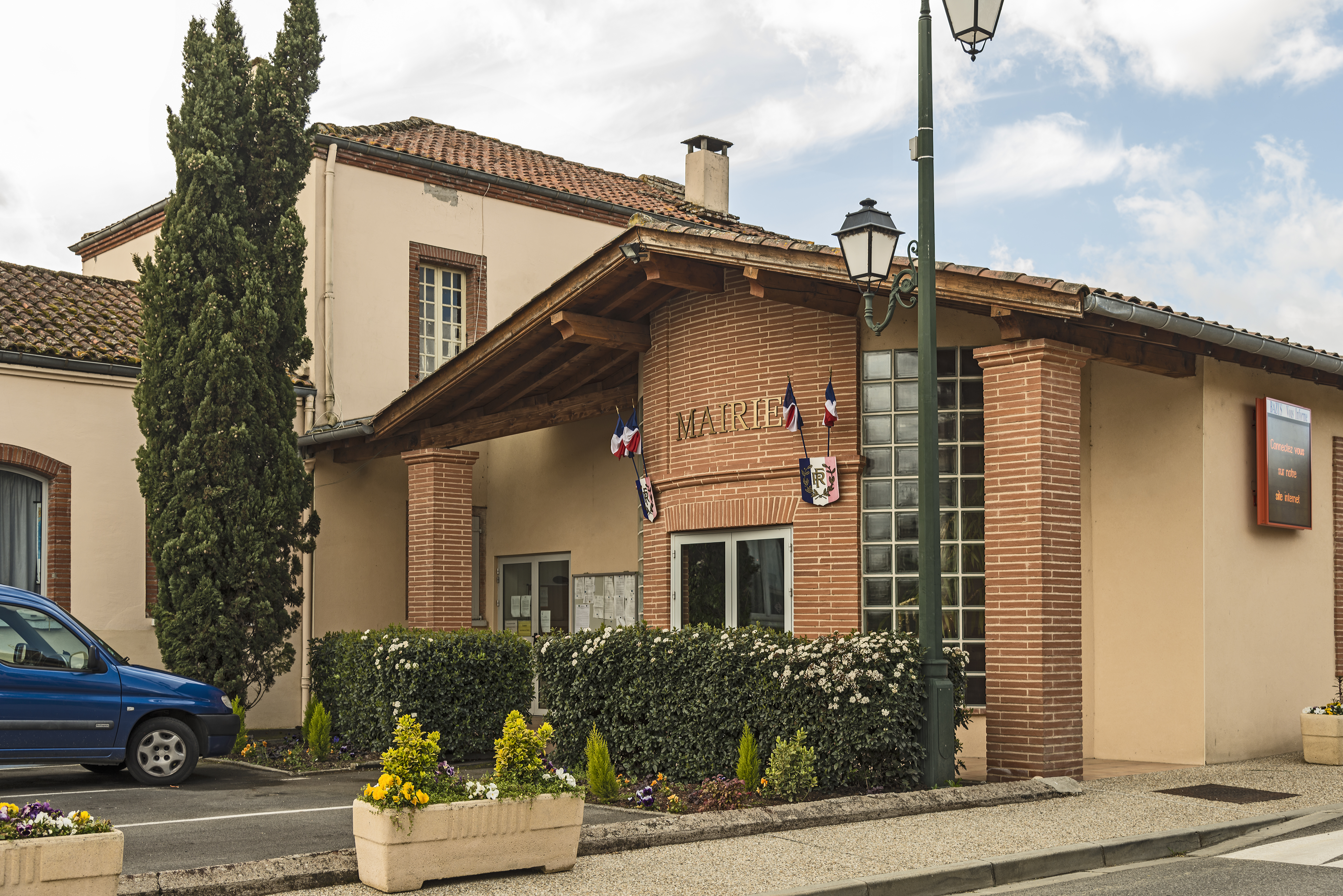
A városháza;
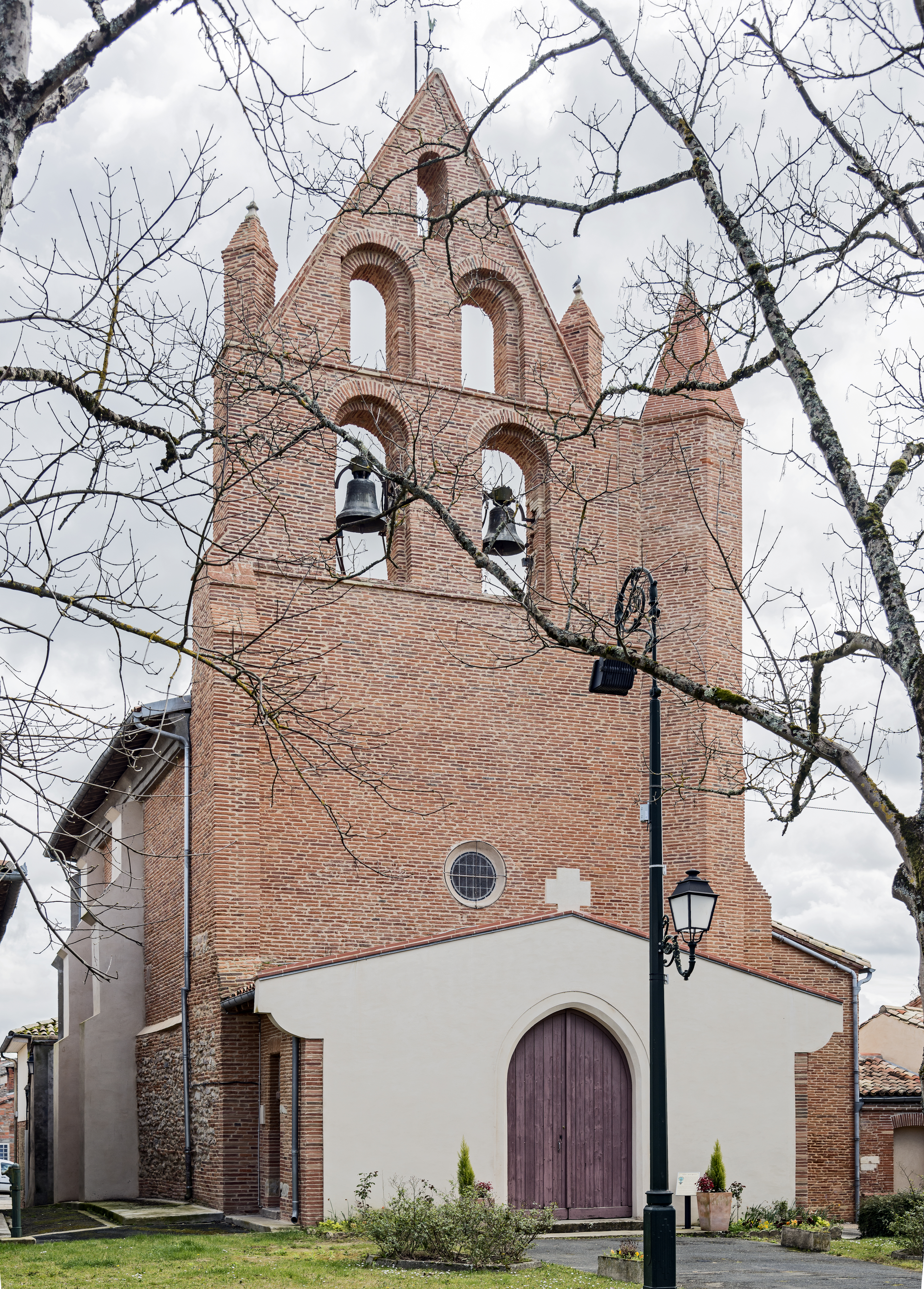
A templom;
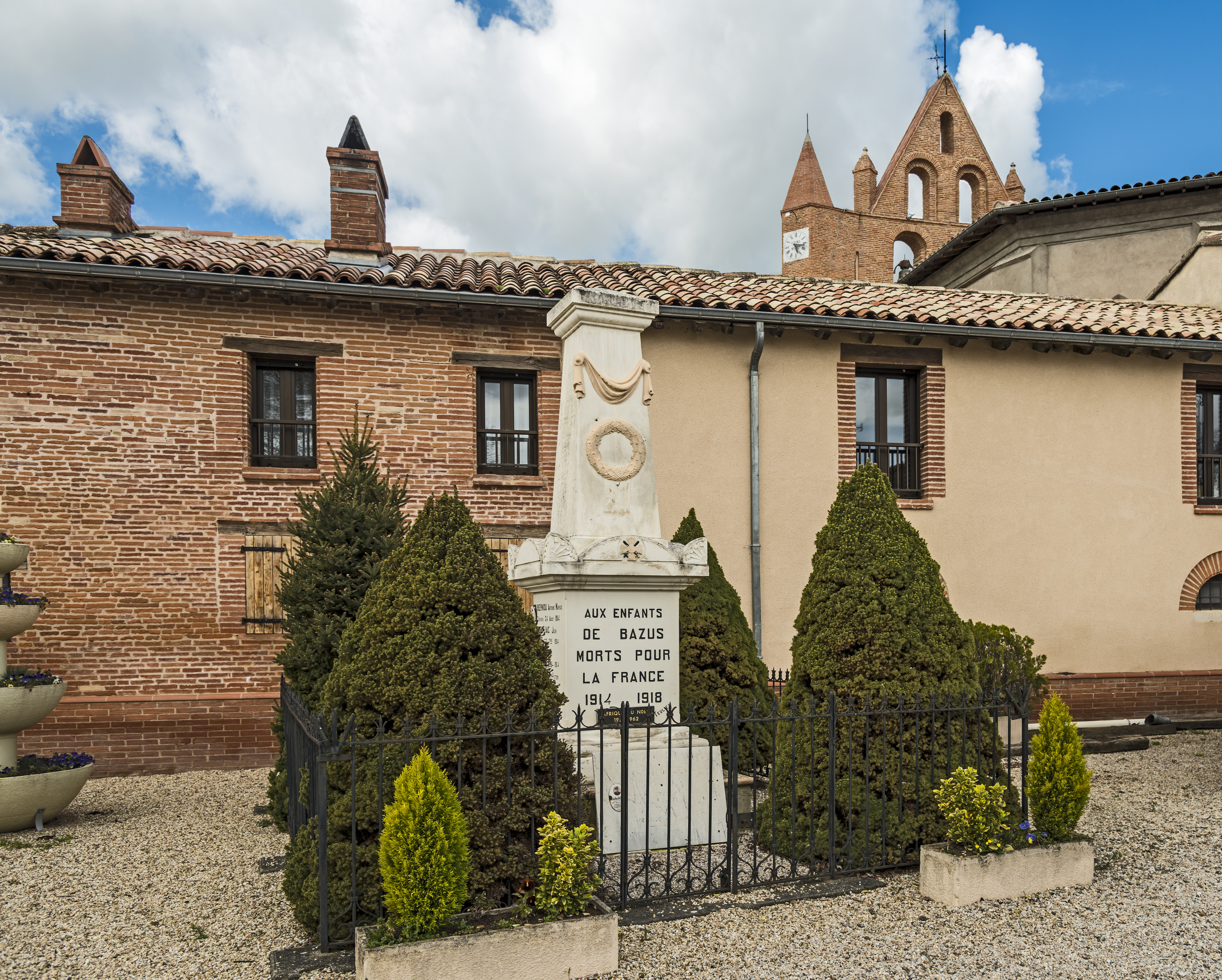
A War Memorial;
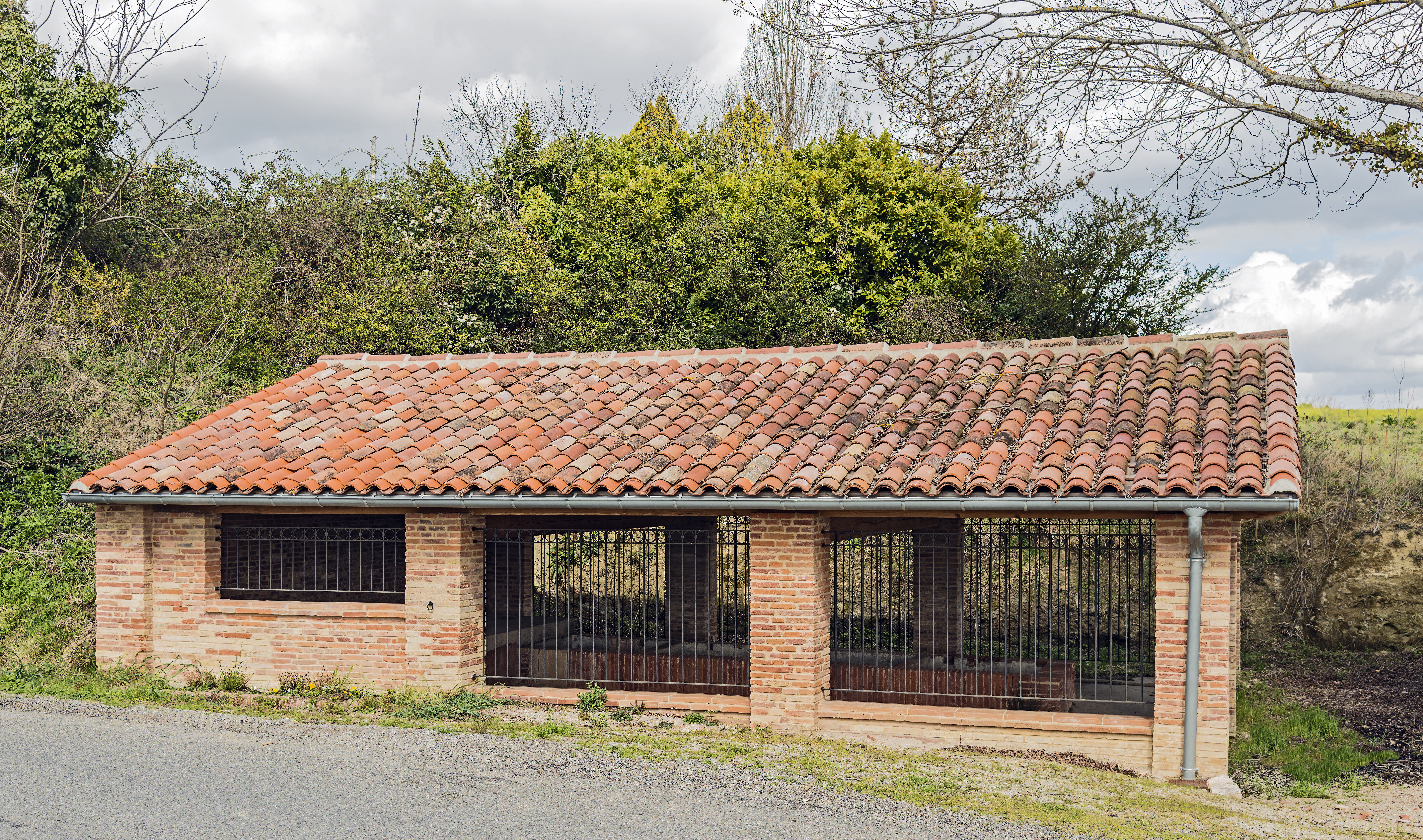
A mosás ház